# Ziegelhof (Lenzen)
Ziegelhof ist ein Wohnplatz der Stadt Lenzen (Elbe) des Amtes Lenzen-Elbtalaue im Landkreis Prignitz in Brandenburg.

## Geografie
Der Ort liegt zwei Kilometer nordwestlich von Lenzen (Elbe) und 28 Kilometer westnordwestlich von Perleberg, dem Sitz des Landkreises Prignitz. Die Ortslage befindet sich auf der Gemarkung von Lenzen (Elbe) am linken Ufer der Löcknitz, welche hier zum FFH-Gebiet Untere Löcknitzniederung zählt. Umgeben ist die Siedlung vom Landschaftsschutzgebiet Brandenburgische Elbtalaue, dem Vogelschutzgebiet Unteres Elbtal und dem Biosphärenreservat Flusslandschaft Elbe.
Nachbarorte sind Bäckern im Norden, Lenzen (Elbe) im Südwesten, Pevestorf im Süden, Höhbeck, Vietze und Mödlich im Südwesten, sowie Seedorf im Nordwesten.

## Geschichte
Um 1800 gehörte der Ort zum Lenzenschen Kreis in der Provinz Prignitz; ein Teil der Kurmark der Mark Brandenburg. In einer Beschreibung dieser Landschaft aus dem Jahr 1804 wurde der Ort unter dem Eintrag „Ziegelei“ als ein auf dem „Lenzenschen Stadtfelde“ befindlicher Ziegelofen unweit Bäckern aufgeführt.